# 御殿場バイパス

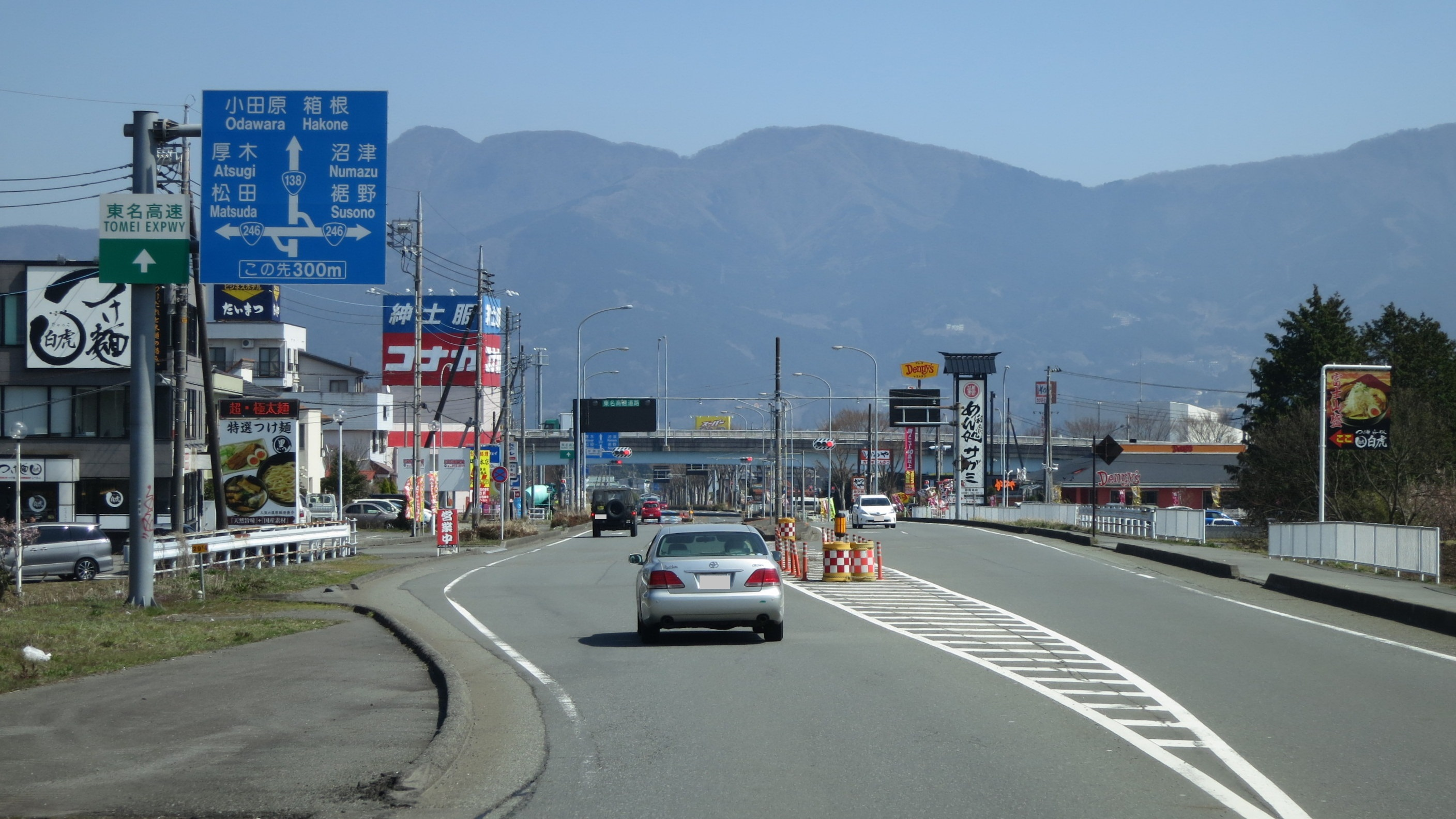
御殿場バイパス
（国道246号との分岐）
静岡県御殿場市茱萸沢

御殿場バイパス（ごてんばバイパス）は、静岡県御殿場市にある国道138号のバイパスである。

## 概要
1993年（平成5年）までに開通した区間と、2021年（令和3年）までに開通した西区間からなる。

### 1993年までに開通した区間
第4工区一般部・第5工区・第6工区が該当し、東名高速道路と接続する。
対応する旧国道138号の区間は、静岡県道401号・神奈川県道736号御殿場箱根線である。御殿場市東山の東山湖の脇にある東山トンネルは、隣接地にある秩父宮家別邸の住環境を守るためのものである。

### 御殿場バイパス(西区間)
東富士五湖道路（1989年全通）・須走道路と共に、中央自動車道と新東名高速道路等とを接続させる役割を担う道路である。旧道の一部区間は静岡県道418号須走御殿場線となっている。
従来、観光シーズンになると、須走IC - 御殿場市街の国道138号は地域交通と観光交通が混在するため、渋滞が慢性化していた。このため、東富士五湖道路と東名高速道路を接続する都市計画道路（御殿場バイパス(西区間)および須走道路）が事業化された。水土野ICからぐみ沢ICの間は自動車専用道路として、中央自動車道から新東名高速道路までを東富士五湖道路・須走道路・御殿場バイパス(西区間)の自動車専用道路を介して接続するものとした。西区間は第3工区と第4工区が対応するが、第3工区は自動車専用道で新設されたの対し、第4工区は一般部が1980年（昭和55年）に暫定2車線で開通した区間である。
中部地方整備局の事業評価資料（2017年5月）によると、総事業費は296億円。また、同資料によると、2016年度時点での用地進捗率は約93 %、事業進捗率は約28 %である。
2021年（令和3年）4月10日に開通した。同日には須走道路須走口南IC - 水土野IC・新東名高速道路新御殿場IC - 御殿場JCT・国道469号御殿場バイパス第1工区・静岡県道406号仁杉柴怒田線も開通した。

### 路線データ
- 起点 - 静岡県御殿場市水土野（水土野インターチェンジ）[1]
- 終点 - 静岡県御殿場市深沢
- 延長 - 8.690 km[1]
  - 第3工区 - 2,850 m
  - 第4工区 - 1,450 m
  - 第5工区 - 2,220 m
  - 第6工区 - 2,190 m
- 幅員 - 20.50 m（完成形・第3工区）、25.00 m（完成形・第4工区）、12.50 m（暫定形・第4工区）[1]
- 規格
  - 第3工区 - 第1種第3級・自動車専用道[1]
  - 第4工区 - 第1種第3級（専用部）、第3種第1級（一般部）[1]
- 設計速度 - 80 km/h（西区間）[1]
- 車線数 - 完成4車線[1]

## 歴史
- 1971年（昭和46年）3月31日 - 第4 - 6工区の都市計画決定[1]。
- 1979年度（昭和54年度）以降 - 第4 - 6工区が順次着工[1]。
- 1980年（昭和55年）12月13日 - 第4工区一般部（ぐみ沢上交差点 - 萩原北交差点間）が暫定2車線で開通[3]。
- 1982年（昭和57年）3月23日 - 萩原北交差点 - 市役所北交差点間（第5工区の一部）開通[4]。
- 1983年（昭和58年）3月30日 - 市役所北交差点 - 鮎沢交差点間が開通し[5]、第5工区が全通。
- 1984年（昭和59年）3月30日 - 鮎沢交差点 - 目戸橋交差点間（第6工区の一部）開通[6]。
- 1984年（昭和59年）4月25日 - 東名高速道路（御殿場IC第二出入口）への流入接続開始。
- 1986年（昭和61年）3月31日 - 目戸橋交差点-湖水前交差点間開通[7]。東名高速道路（御殿場IC第二出入口）からの流出接続開始。
- 1993年（平成5年）7月20日 - 湖水前交差点 - 深沢西交差点間が開通し[8]、第6工区が全通。
- 1994年（平成6年）7月5日 - 第3 - 4工区の都市計画決定[注釈 1][1]。
- 1996年度（平成8年度）までに、第5工区全線と第6工区の一部（計 3.4 km）が完成4車線での供用を開始[1]。
- 1999年度（平成11年度） - 御殿場バイパス（西区間）事業化[1]。
- 2014年（平成26年）4月22日 - 第3 - 4工区の都市計画を変更[注釈 2][1]。
- 2021年（令和3年）4月10日 - 第3工区が暫定2車線で開通し、御殿場バイパス全線開通。同時に旧道区間が静岡県道418号須走御殿場線となる。

## 路線状況

### 主要構造物
- 柴怒田橋 - 第4工区・橋長61.0 m[9]
- ぐみ沢高架橋 - 第4 - 5工区・橋長1299.0 m（未供用）[9]
- ぐみ沢IC OFFランプ橋 - 第4工区・橋長302.7 m[9]
- ぐみ沢IC ONランプ橋 - 第4工区・橋長310.5 m[9]
- 富士見高架橋 - 第5工区・御殿場線を渡る・橋長288.5 m[1]
- 東山トンネル - 第6工区[1]

### 交通量
2005年度平日24時間交通量
- 静岡県御殿場市二枚橋 : 21,824台

## 地理

### 通過する自治体
- 静岡県
  - 御殿場市

### 交差する道路
- 英略字は以下の項目を示す。
IC：インターチェンジ、JCT：ジャンクション
- （間）は他の道路を介して接続している間接接続。

#### 本線
| 工区                       | 施設名                                    | 接続路線名                             | 備考                                      | 所在地 | 所在地   |
| -------------------------- | ----------------------------------------- | -------------------------------------- | ----------------------------------------- | ------ | -------- |
| 国道138号須走道路          |                                           |                                        |                                           |        |          |
| 第3工区                    | 水土野IC                                  |                                        |                                           | 静岡県 | 御殿場市 |
| 第3工区                    | 仁杉JCT                                   | 連絡路                                 |                                           | 静岡県 | 御殿場市 |
| 第3工区                    | ぐみ沢IC交差点                            | 国道469号（御殿場バイパス）            | ぐみ沢IC - 萩原北交差点間の本線部は計画中 | 静岡県 | 御殿場市 |
| 第3工区                    | ぐみ沢上交差点                            | 県道401号御殿場箱根線                  | ぐみ沢IC - 萩原北交差点間の本線部は計画中 | 静岡県 | 御殿場市 |
| 第4工区                    | ぐみ沢上交差点                            | 県道401号御殿場箱根線                  | ぐみ沢IC - 萩原北交差点間の本線部は計画中 | 静岡県 | 御殿場市 |
| 萩原北交差点               | 国道246号（裾野バイパス）                 |                                        | ぐみ沢IC - 萩原北交差点間の本線部は計画中 | 静岡県 | 御殿場市 |
| 萩原北交差点               | 国道246号（裾野バイパス）                 | 第5工区                                | ぐみ沢IC - 萩原北交差点間の本線部は計画中 | 静岡県 | 御殿場市 |
| 市役所北交差点             | 県道394号沼津小山線、県道78号御殿場大井線 |                                        |                                           | 静岡県 | 御殿場市 |
| 第6工区                    | 御殿場IC第二入口                          | E1 東名高速道路 （御殿場IC第二出入口） |                                           | 静岡県 | 御殿場市 |
| 第6工区                    | 石橋交差点                                | E1 東名高速道路 （御殿場IC第二出入口） |                                           | 静岡県 | 御殿場市 |
| 第6工区                    | 深沢西交差点                              | 県道401号御殿場箱根線                  |                                           | 静岡県 | 御殿場市 |
| 国道138号 小田原・箱根方面 |                                           |                                        |                                           |        |          |

#### 連絡路
| 施設名             | 接続路線名 | 備考                                          | 所在地 | 所在地   |
| ------------------ | ---------- | --------------------------------------------- | ------ | -------- |
| 仁杉JCT            | 本線       |                                               | 静岡県 | 御殿場市 |
| 新御殿場IC料金所   |            | 静岡県道406号仁杉柴怒田線との相互利用は不可。 | 静岡県 | 御殿場市 |
| E1A 新東名高速道路 |            |                                               |        |          |